# Endotelio
El endotelio es un conjunto complejo y organizado de células, que tapiza la luz de todos los vasos sanguíneos, incluida la capa del corazón denominada endocardio. Ha dejado de considerarse una simple barrera, que contiene al plasma sanguíneo y a las células de la sangre, y que permite el intercambio de nutrientes y desechos. El endotelio en el concepto actual, es un órgano verdadero, que sintetiza y secreta diversos productos.
La disfunción del endotelio es responsable de numerosas enfermedades como la arteriosclerosis, la hipertensión arterial, la sepsis, la trombosis, la vasculitis, hemorragias.

## Características
Del griego endo (ἐνδο), que es 'dentro', y thēlio (θήλιο, thilio en griego moderno), que significa 'bucle o lazo' por consiguiente 'tejido dentro de bucle'.
El endotelio está formado por las denominadas células endoteliales, que conforman un epitelio simple y plano. Es muy dinámico y cambiante, participa en múltiples funciones fisiológicas como: el control del tono vasomotor, el tráfico de células y de nutrientes, el mantenimiento de la fluidez sanguínea y el crecimiento de nuevos vasos sanguíneos (angiogénesis).
La visión actual del endotelio es la de un órgano dinámico, heterogéneo y diseminado, que posee funciones secretoras, sintéticas, metabólicas e inmunológicas que son fundamentales para la vida.
El endotelio adopta una estructura que es específica para las necesidades y la función de cada uno de los tejidos y en cada órgano. En el lugar donde se encuentra, el endotelio está sujeto a señales de entrada específicas de ese tejido.
Las células endoteliales consumen gran cantidad de energía debido a su activo metabolismo.
En el cuerpo humano, el conjunto de todo el endotelio vascular puede pesar tanto como 1 kilogramo y en la microcirculación comprende un área de 1-7 metros cuadrados (m²) para unos y entre 500-700 m² para otros.

## Funciones

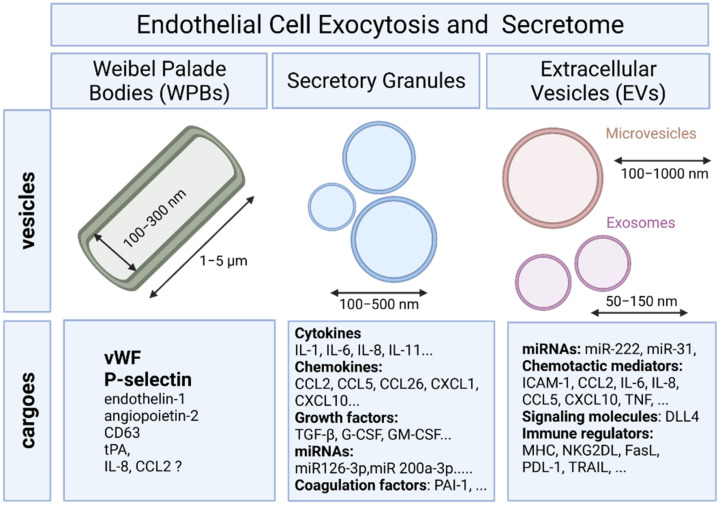
Endotelial: Exocitosis Vesículas y Exosomas.

El endotelio es conocido por su importancia como vehículo para el transporte de sustancias, señales y otras células por todo el organismo.
Estas funciones reguladoras requieren comunicaciones a larga distancia entre las CE, las células hematopoyéticas circulantes y otras células vasculares para un ajuste eficaz de la trombosis, angiogénesis, inflamación, infección e inmunidad. Operan a través del espacio extracelular y está orquestada en parte por la vía secretora y la exocitosis de los cuerpos de Weibel Palade (WPB), los  gránulos secretores y las vesículas extracelulares (EV) y exosomas.
Facilita los ajustes necesarios para satisfacer las demandas de los tejidos individuales en circunstancias específicas: 
- En condiciones fisiológicas normales, como el ejercicio, y la exposición a la altitud o las oscilaciones de temperatura, o
- En patologías, como la inflamación, el cáncer, el envejecimiento, la degeneración o cicatrización de heridas y remodelación tisular.

El endotelio normalmente proporciona una superficie no trombogénica, ya que contiene, por ejemplo, sulfato de heparán que actúa como un cofactor para la activación de la antitrombina, una proteasa que inactiva varios factores en la cascada de coagulación.
Ayuda en la formación de nuevos vasos sanguíneos, proceso conocido como angiogénesis.
Se involucra en la vasoconstricción y la vasodilatación, y, por lo tanto, en el control de la presión arterial.

## Endotelio vascular
Se deriva de la capa mesodérmica esplácnica del embrión (siendo sus células progenitoras los hemangioblastos).

### Función endotelial del NO
El Premio Nobel de Fisiología y Medicina 1998 fue entregado a Robert Furchgott, Ferid Murad y Louis Ignarro, investigadores que establecieron algunos mecanismos bioquímicos de la función del endotelio vascular. La disfunción endotelial constituye, probablemente, un paso inicial y básico en la progresión de la ateroesclerosis.
En estas investigaciones presumieron la existencia de una sustancia capaz de relajar las células musculares lisas de los vasos sanguíneos. Posteriormente, aislaron e identificaron la sustancia hipotetizada: el óxido nítrico, un gas producido por las células endoteliales que, disuelto en los fluidos biológicos, relaja las células musculares lisas contiguas al endotelio y dilata de este modo al vaso sanguíneo. 
Es importante destacar el papel del endotelio como secretor de óxido nítrico (NO), un potente vasodilatador que en disfunciones endoteliales puede disminuir, lo que significa un factor de riesgo para la circulación de riesgo coronario junto a las dislipidemias (infarto de miocardio). Mantiene el tono vascular dilatado en la proporción exacta para conservar la presión arterial en valores normales y permitir la perfusión tisular. El endotelio, además de la acción antiagregante plaquetaría relacionada con el efecto del NO, produce prostaciclinas antiagregantes, y una acción fibrinolítica relacionada con la síntesis y secreción del activador del plasminógeno tisular.

### Secreción de interleucina
La célula endotelial es la principal fuente de citoquina IL-33. Se ha encontrado una gran concentración de esta proteína en estas células. La producción se dispara cuando se detecta una enfermedad, como se ha comprobado en tejidos crónicamente inflamados por artritis reumatoide o la enfermedad de Crohn, entre otras.

## Patología
La disfunción endotelial, o la pérdida de la función endotelial adecuada, es una característica de las enfermedades vasculares, y es a menudo considerado como un evento temprano clave en el desarrollo de la arterioesclerosis.
El mecanismo predominante de la disfunción endotelial es el aumento de especies reactivas del oxígeno, que puede deteriorar la producción de óxido nítrico y la actividad a través de varios mecanismos. 
Se habla de disfunción endotelial cuando el endotelio no está cumpliendo adecuadamente su rol. Cada vez hay más evidencias que asocian disfunción endotelial con hipercolesterolemia, hipertensión, tabaquismo, diabetes y otros factores de riesgo de enfermedad cardiovascular.